# 카셀레란디

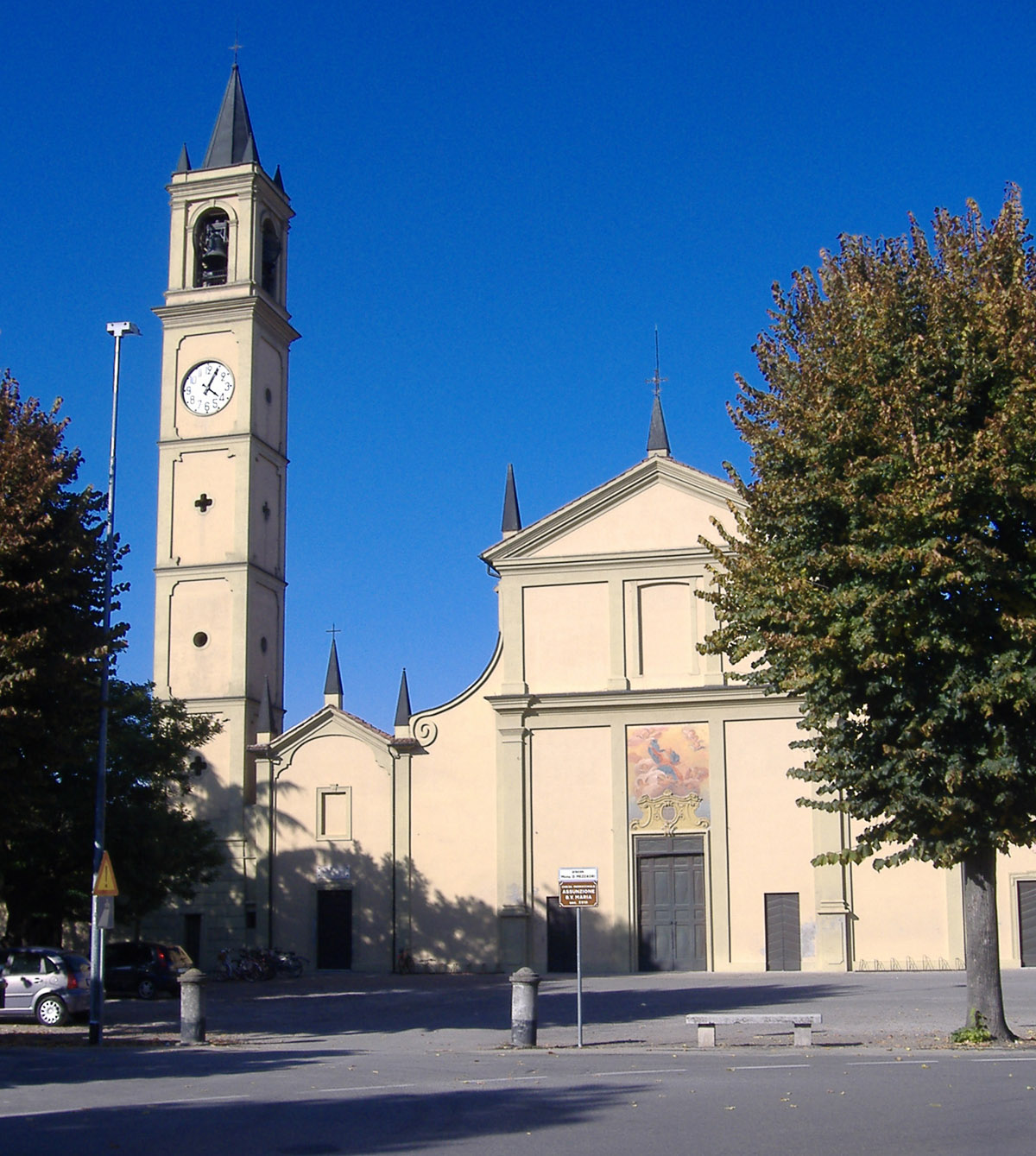
카셀레란디

카셀레란디(이탈리아어: Caselle Landi, 롬바르디아어: Caséli)는 이탈리아의 롬바르디아주 로디도의 코무네로, 밀라노에서 남동쪽으로 약 70킬로미터, 로디에서 남동쪽으로 약 35킬로미터 지점에 위치해 있다. "란디"라는 이름은 고대 이탈리아의 귀족 가문의 이름인 란디가에서 유래되었다.